# Spasoje Bulajič
Spasoje Bulajič (født 24. november 1975 i Slovenj Gradec, Jugoslavien) er en slovensk tidligere fodboldspiller (forsvarer).
Bulajič spillede 26 kampe og scorede ét mål for Sloveniens landshold i perioden 1998-2004. Han var med i den slovenske trup til EM 2000 i Belgien/Holland, slovenernes første slutrundedeltagelse nogensinde, men kom dog ikke på banen i turneringen. Han deltog også ved VM 2002 i Sydkorea/Japan, hvor han spillede to af slovenernes tre kampe.
På klubplan repræsenterede Bulajič blandt andet Celje, Olimpija og Maribor i hjemlandet, samt tyske FC Köln og Mainz 05.